# Ensch
Ensch is een plaats in de Duitse deelstaat Rijnland-Palts, en maakt deel uit van de Landkreis Trier-Saarburg.
Ensch telt 464 inwoners.

## Bestuur
De plaats is een Ortsgemeinde en maakt deel uit van de Verbandsgemeinde Schweich an der Römischen Weinstraße.

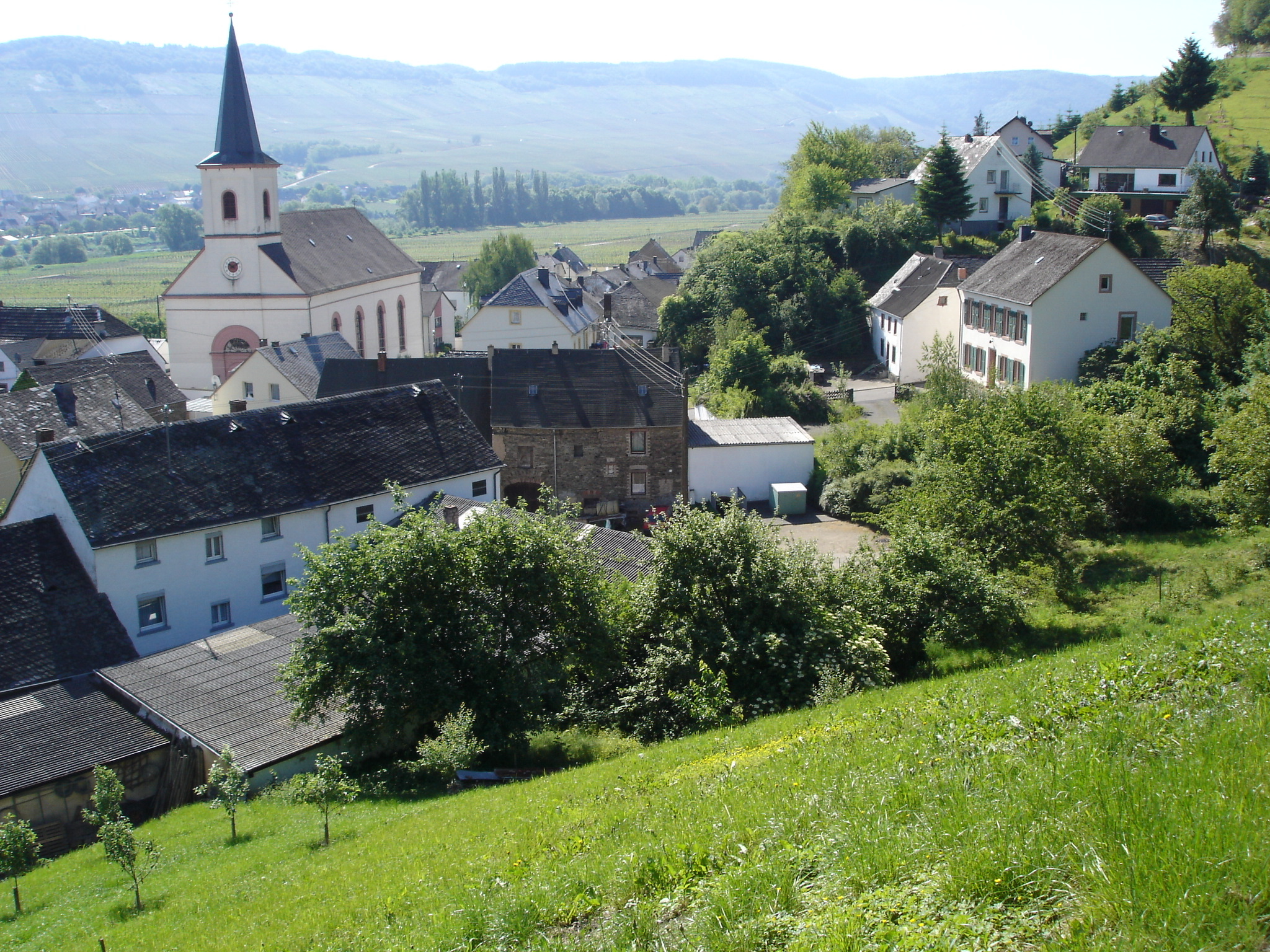
Het dorp